# Общество кафе

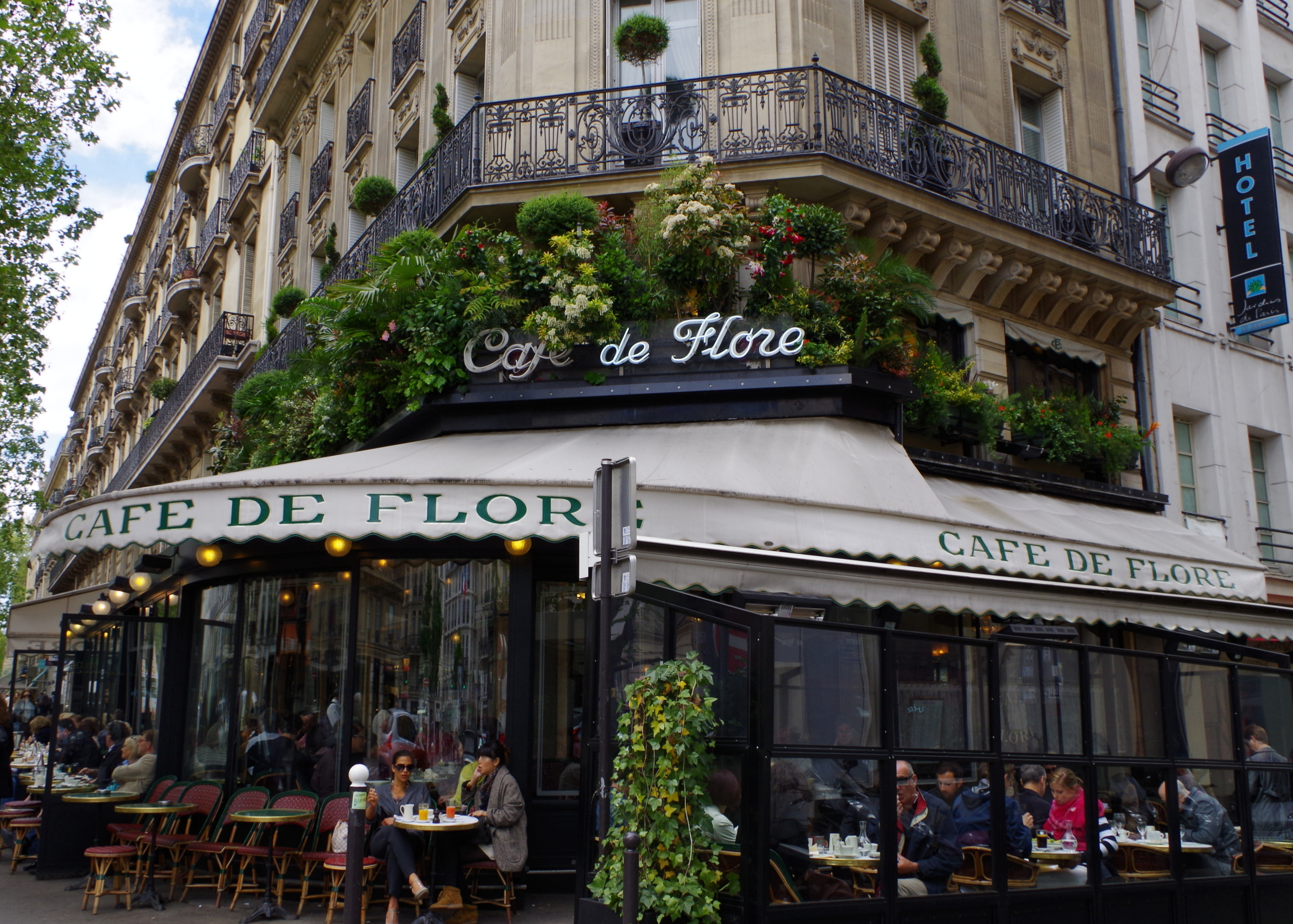
Кафе де Флор в Париже

Общество кафе — термин, используемый для описания людей, предпочитающих проводить досуг в кафе и ресторанах.

## История
Выражение «общество кафе» возникло в конце XIX — начале XX века. Его предполагаемым автором является Мори Генри Биддл Пол, который ввел его в оборот в 1915 году. На рубеже столетий так называли представителей аристократической, буржуазной и творческой элиты, которые собирались в модных кафе и ресторанах Парижа, Лондона и Нью-Йорка.

## Содержание термина
Люди, которые относились к café society посещали частные обеды и балы друг друга, а также проводили отпуск в экзотических местах или на элегантных курортах.
В США общество кафе вышло на первый план с отменой сухого закона в декабре 1933 года и расцветом фотожурналистики для описания круга людей, которые, как правило, развлекались полу-публично — в ресторанах и ночных клубах — среди которых были кинозвезды и спортивные знаменитости.
Некоторые из американских ночных клубов и ресторанов Нью-Йорка, часто посещаемых обитателями café society, включали такие заведения как клуб «21» и ресторан «Эль Марокко».
В книге «Cafe society» (2013) характерными признаками общества кафе названы следующие:
- увеличение количества коммерчески успешных кафе в разных странах
- растущий потенциал кафе как «третьего места»
- доступность кафе для разных социальных слоев общества
- возможность использования кафе как пространства для нетворкинга и развития социальных связей
- превращение кафе из места общения и социализации в «передовой сектор гражданского общества».

Феномен общества кафе исследовали в работах Альфред Польгар, Пол Маннинг, Рэй Ольденбург и другие.

## В массовой культуре и литературе
В 2016 году на экраны вышел фильм Вуди Аллена «Светская жизнь» (англ. Café Society; другие варианты перевода — «Красивые люди», «Клубная публика» и «Светское общество»).